# Havay
Havay is een dorp in de Belgische provincie Henegouwen, en een deelgemeente van de Waalse gemeente Quévy. Havay was een zelfstandige gemeente tot aan de gemeentelijke herindeling van 1977.

## Demografische ontwikkeling
- Bronnen:NIS, Opm:1831 tot en met 1970=volkstellingen